# Sainte-Florine

Sainte-Florine este o comună în departamentul Haute-Loire, Franța. În 2014 avea o populație de 3,079 de locuitori.

## Comune vecine
|                                |                                  | Brassac-les-Mines |
| Charbonnier-les-Mines & Moriat |                                  | Vézézoux          |
| Lempdes-sur-Allagnon           | Vergongheon & Frugerès-les-Mines |                   |